# Mario Echandi Jiménez
Mario José Echandi Jiménez (San José, 17 de junio de 1915 - 30 de julio de 2011) fue un abogado y político costarricense, diputado en la Asamblea Legislativa de 1953 a 1958 y 33.° presidente de la República de Costa Rica de 1958 a 1962. Intentaría sin éxito ser presidente en dos ocasiones más. 
Líder opositor al calderonismo durante los años 1940, luego daría un giro y se convertiría en su aliado y en uno de los principales opositores al Partido Liberación Nacional después de 1948. Conocido por su pensamiento liberal y anticomunista, Echandi fue uno de los últimos presidentes liberales que tuvo el país. A pesar de su pensamiento de derecha, Echandi realizó durante su gestión varias reformas de tipo estatal como la creación del Instituto Costarricense de Acueductos y Alcantarillados y la creación del Instituto Nacional de Tierras y Colonización (hoy Instituto de Desarrollo Agrario) que distribuyó tierras entre campesinos.

## Vida familiar
Originario de una familia muy acomodada de la aristocracia costarricense y que había estado tradicionalmente involucrada en política, Echandi era hijo del hacendado Alberto Echandi Montero quien fue candidato presidencial en las elecciones de 1923 y de Josefa Jiménez Rucavado. Desposó a Olga de Benedictis Antonelli.

## Estudios
Cursó estudios en el Liceo de Costa Rica, graduándose como bachiller en 1933. Posteriormente, se graduó de licenciado en Leyes en la Escuela de Derecho. 

## Primeros cargos públicos
Fue agregado militar en misión especial en Panamá en 1940, embajador de Costa Rica en los Estados Unidos, las Naciones Unidas y la OEA (1949), ministro de Relaciones Exteriores y Culto (1949-1952), candidato presidencial del Partido Unión Nacional para las elecciones de 1953 pero su candidatura fue abolida por el Tribunal Supremo de Elecciones y Diputado por San José (1953-1955). Durante su diputación fue acusado de haber colaborado con las fuerzas calderonistas que atacaron en 1955 razón por la cual la Asamblea Legislativa, dominada por el Partido Liberación Nacional, le levantó la imnunidad para que fuera investigado. La oposición, en protesta, dejó el plenario. Por esto Echandi casi fue linchado por grupos figueristas. Fue, sin embargo, absuelto completamente

## Presidencia (1958-1962)
En 1958 fue elegido presidente de la República, cargo que ejerció de 1958 a 1962. El presidente Echandi obtuvo 102.851 votos como candidato del Partido Unión Nacional, Francisco Orlich Bolmarcich candidato del Partido Liberación Nacional obtuvo 94.778 votos y Jorge Rossi Chavarría obtuvo 23.910 votos por el Partido Independiente. Este último partido estaba constituido por exmiembros del Partido Liberación Nacional. Un año antes de la elección hubo una escisión en ese partido y un grupo de sus partidarios encabezados por Jorge Rossi dejaron sus filas.
Durante su gobierno inició el plan vial, que resultó en el mejoramiento de la red de carreteras a través de la nación.
Es el autor de la Ley de Desarrollo y Fomento Industrial. Creó el Instituto de Tierras y Colonización (ITCO) (hoy Instituto de Desarrollo Agrario (IDA), para ayudar a convertir a cientos de campesinos de escasos recursos en propietarios de sus parcelas y pequeñas fincas productivas.
También creó el Servicio Nacional de Acueductos y Alcantarillados (SNAA), (hoy llamado Instituto Costarricense de Acueductos y Alcantarillados (A Y A), para mejorar el suministro de agua potable y construir alcantarillados en las ciudades y demás pueblos del país.
Fundó el Ministerio de Industrias y adoptó el Plan de Alianza para el Progreso.
Inició la construcción del Banco Central. Rompió relaciones diplomáticas con el régimen comunista de Fidel Castro en Cuba.
Favoreció a los colegios católicos y construyó muchas escuelas.
Volvió a intentar regresar a la Presidencia en 1970 y 1982, sin éxito.
Durante su gobierno se aprobaron algunas leyes importantes, se fundó el Servicio Nacional de Acueductos y Alcantarillados, el Instituto de Tierras y Colonización (ITCO), la Ley de Protección y Desarrollo Industrial, se creó el primer Plan Vial, cuyo objetivo era construir una red de carreteras y caminos en el país según un planeamiento previo. Y se rompieron relaciones diplomáticas con Cuba debido a la política de fusilamientos del régimen de Fidel Castro. Fue polémico su veto a la Ley del Aguinaldo propuesta por la bancada del Partido Liberación Nacional y cuyo autor era el futuro presidente Luis Alberto Monge, el veto no impidió la aprobación de la ley que fue ratificada.

## Principales acciones de su gobierno
- Construyó nuevas escuelas
- Creó el Servicio Nacional de Acueductos y Alcantarillados
- Creó un Plan Vial de Construcción de Carreteras
- Creó el Instituto Nacional de Tierras y Colonización
- Fomentó el desarrollo del comercio y la agricultura
- Cambió las armas sobrantes por tractores que dedicó al desarrollo agrícola
- Rompió relaciones diplomáticas con Cuba, por el régimen de Fidel Castro

## Reconciliación Nacional
Durante su gobierno se permitió el regreso del expresidente Rafael Calderón Guardia y sus seguidores encontraron condiciones para organizarse.

## Actividades posteriores
Fue nuevamente candidato a la presidencia de la República en 1970 y 1982. Encabezó la delegación de Costa Rica a la toma de posesión del Presidente del Ecuador José María Velasco Ibarra en 1968. Fue declarado Benemérito de la Patria en 2003.

## Fallecimiento
Luego de varios días de luchar contra una bronco neumonía, el corazón de Mario se detuvo. En los años previos a su deceso, el expresidente Echandi sufrió las consecuencias de un derrame cerebral que minó algunas de sus facultades físicas.